# Maciej Bydliński
Maciej Bydliński (* 11. März 1988 in Szczyrk) ist ein ehemaliger polnischer Skirennläufer. Er startete in allen Disziplinen und wurde bisher sechsmal Polnischer Meister.

## Biografie
Bydliński nahm in der Saison 2003/2004 erstmals an FIS-Rennen teil und erreichte im nächsten Winter seine ersten Podestplätze sowie den ersten Sieg. Er startete beim European Youth Olympic Festival 2005 in Monthey, wo sein bestes Ergebnis der 13. Platz im Slalom war, und bei den Juniorenweltmeisterschaften 2005 in Bardonecchia, wo er sich allerdings nur im Schlussfeld platzierte. Am Ende des Winters erreichte der damals 17-Jährige seinen ersten großen Erfolg auf nationaler Ebene, als er Polnischer Meister im Slalom wurde. Verletzungsbedingt musste Bydliński die gesamte Saison 2005/2006 pausieren. Im Winter 2006/2007 kam der Pole zu seinen ersten Starts im Europacup. Bis heute fuhr er aber in keinem seiner Europacuprennen in die Punkteränge, also unter die besten 30. Bei den Juniorenweltmeisterschaften 2007 in Zauchensee/Flachau belegte er die Plätze 30 in der Abfahrt und 40 im Super-G. Im nächsten Jahr erreichte er in Formigal mit Platz 23 im Super-G sein bestes Resultat bei Juniorenweltmeisterschaften.
Auf nationaler Ebene etablierte sich Bydliński als einer der stärksten Läufer. Von 2008 bis 2010 wurde er dreimal in Folge Polnischer Meister im Riesenslalom, zudem 2008 und 2010 auch Polnischer Meister im Slalom. Im Weltcup debütierte Bydliński am 26. Oktober 2008 im Riesenslalom von Sölden. Vorerst erreichte er aber – auch wegen vieler Ausfälle – nie die Punkteränge. Als einziger männlicher Teilnehmer seines Landes startete er im Februar 2009 bei den Weltmeisterschaften im französischen Val-d’Isère. Er belegte in der Super-Kombination als Letzter den 23. Platz und im Super-G unter 47 gewerteten Läufern den 41. Rang. Im Slalom schied er im ersten Durchgang aus, während er im Riesenslalom bereits im Qualifikationsrennen disqualifiziert wurde. Kurz nach der WM fuhr er bei der Universiade 2009 zweimal unter die besten zehn.
Die ersten Weltcuppunkte gewann Bydliński in seinem 19. Weltcuprennen, der Super-Kombination in Wengen am 14. Januar 2011, mit Platz 27. Er war damit der erste Pole seit Andrzej Bachleda-Curuś junior in der Saison 2002/03, der Weltcuppunkte gewann. Bei den Weltmeisterschaften 2011 in Garmisch-Partenkirchen blieb Bydliński ohne Ergebnis: in Slalom, Super-G und Super-Kombination schied er aus, im Riesenslalom trat er nach dem 56. Zwischenrang im zweiten Durchgang nicht an. In der Saison 2011/12 konnte Bydliński weitere zwei Mal im Weltcup punkten: Er wurde 30. in der Super-Kombination von Wengen und 27. in der Super-Kombination von Sotschi (Krasnaja Poljana).
Seine erste Top-10-Platzierung im Weltcup erzielte Bydliński am 27. Januar 2013 als Neunter der Hahnenkamm-Kombination von Kitzbühel – bei der lediglich zehn Läufer in die Wertung kamen.

## Erfolge

### Olympische Spiele
- Sotschi 2014: 38. Super-G

### Weltmeisterschaften
- Val-d’Isère 2009: 23. Super-Kombination, 41. Super-G
- Schladming 2013: 16. Super-Kombination
- St. Moritz 2017: 30. Kombination, 37. Abfahrt, 37. Super-G

### Weltcup
- 1 Platzierung unter den besten zehn

### Weltcupwertungen
| Saison  | Gesamt | Gesamt | Kombination | Kombination |
| Saison  | Platz  | Punkte | Platz       | Punkte      |
| ------- | ------ | ------ | ----------- | ----------- |
| 2010/11 | 161.   | 4      | 51.         | 4           |
| 2011/12 | 138.   | 5      | 40.         | 5           |
| 2012/13 | 99.    | 29     | 14.         | 29          |
| 2013/14 | 150.   | 1      | 41.         | 1           |
| 2014/15 | 114.   | 26     | 19.         | 26          |
| 2015/16 | 142.   | 8      | 39.         | 8           |

### Juniorenweltmeisterschaften
- Bardonecchia 2005: 54. Riesenslalom, 70. Super-G, 76. Abfahrt
- Zauchensee/Flachau 2007: 30. Abfahrt, 40. Super-G
- Formigal 2008: 23. Super-G

### Weitere Erfolge
- Polnischer Meister im Slalom 2005, 2008 und 2010
- Polnischer Meister im Riesenslalom 2008, 2009 und 2010
- 5 Siege in FIS-Rennen